# Hypoplectrus
Hypoplectrus – rodzaj ryb okoniokształtnych z rodziny strzępielowatych.

## Klasyfikacja
Gatunki zaliczane do tego rodzaju:
| - Hypoplectrus aberrans - Hypoplectrus castroaguirrei - Hypoplectrus chlorurus - Hypoplectrus ecosur - Hypoplectrus floridae - Hypoplectrus gemma - Hypoplectrus gummigutta - Hypoplectrus guttavarius - Hypoplectrus indigo | - Hypoplectrus lamprurus - Hypoplectrus maculiferus - Hypoplectrus maya - Hypoplectrus nigricans - Hypoplectrus providencianus - Hypoplectrus puella - Hypoplectrus randallorum - Hypoplectrus unicolor |

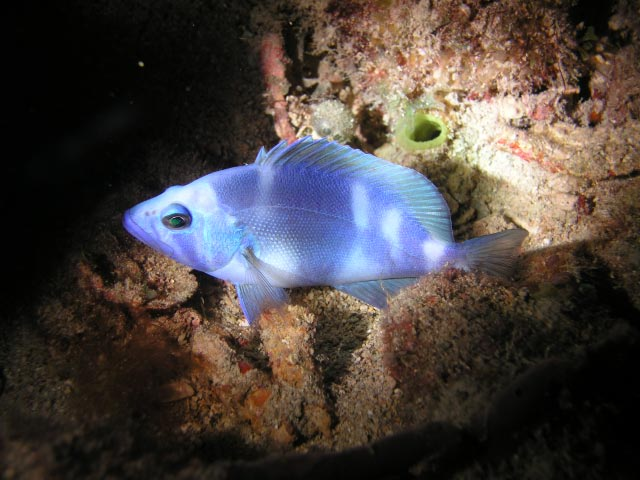
Hypoplectrus gemma
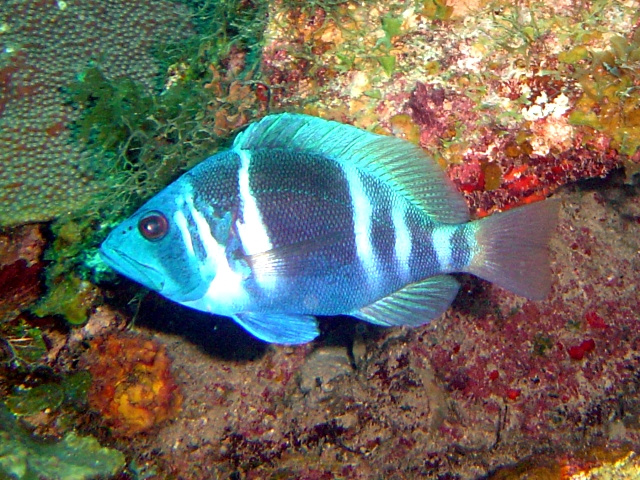
Hypoplectrus indigo
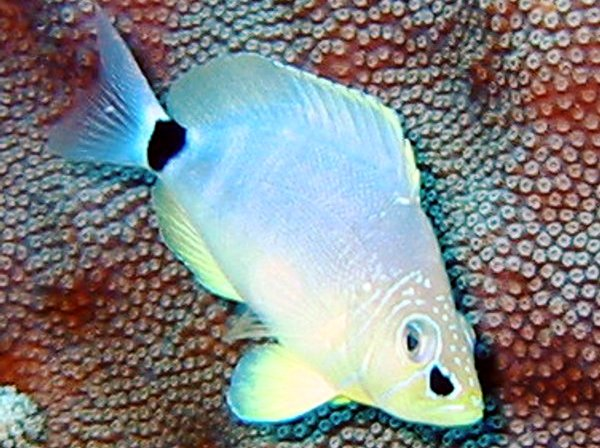
Hypoplectrus unicolor